# Arena GNP Seguros
Arena GNP Seguros es un complejo de canchas de tenis, incluidos estadios, ubicado en Acapulco, México. Inaugurado en febrero de 2022, fue diseñado para albergar el Abierto Mexicano de Tenis, un torneo ATP 500. Es la sede del ATP Tour más grande de América Latina.

## Historia

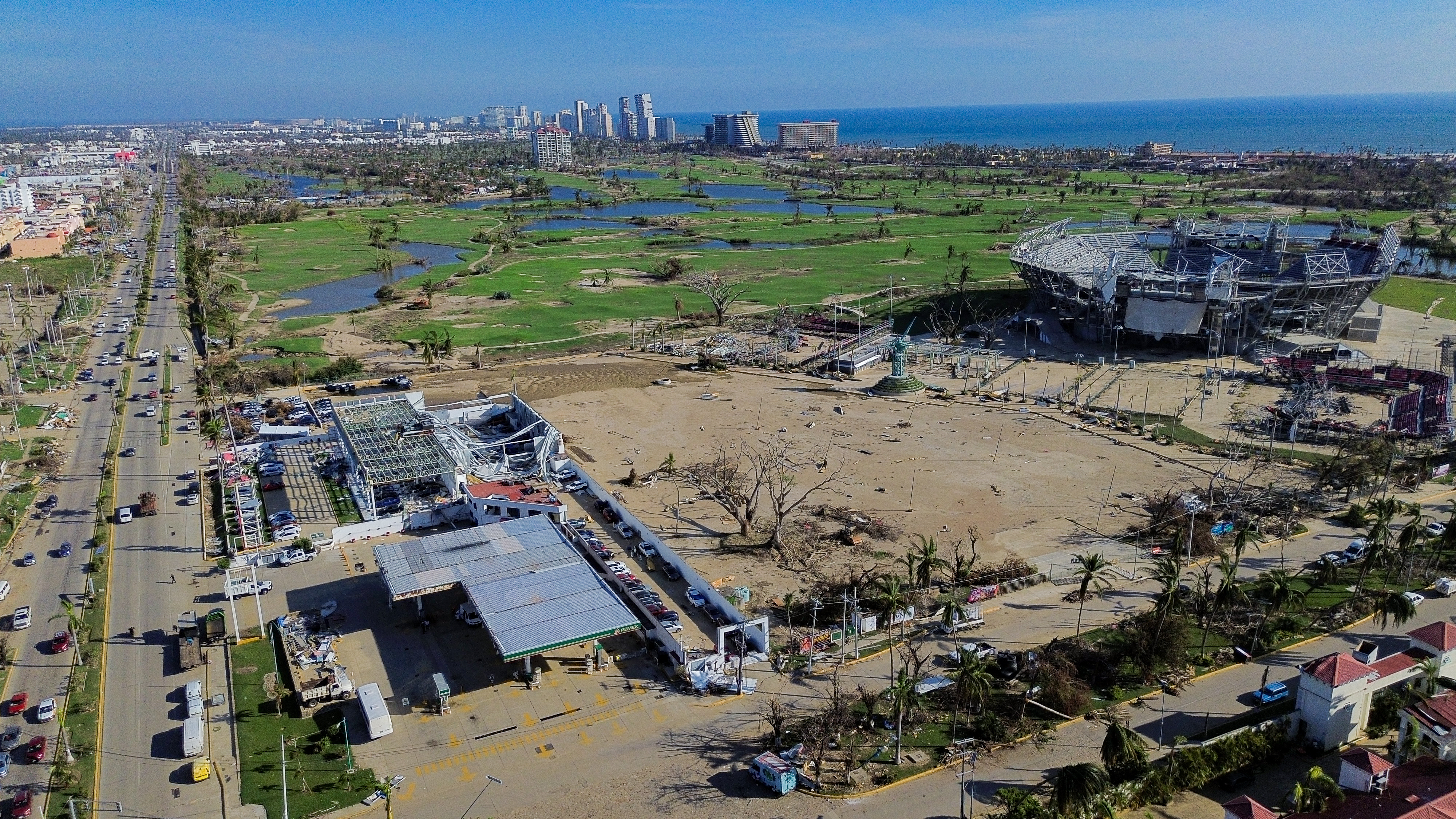
El estadio sufrió graves daños por el huracán Otis en octubre de 2023.

La arena se construyó por 500 millones de dólares y Pepe Moyao fue el arquitecto. Fue inaugurado el 21 de febrero de 2022 por Evelyn Salgado Pineda, gobernadora de Guerrero, y Abelina López Rodríguez, presidenta municipal de Acapulco. Ese mismo día, la arena comenzó a albergar su evento inaugural, el Abierto de México 2022.
En diciembre de 2022, el proyecto ganó el Premio Obra del Año en los Premios Elle Decoración México.
La arena sufrió graves daños e inundada durante el huracán Otis en octubre de 2023. Los costos de reconstrucción se estimaron inicialmente en 100 millones de dólares. A pesar de esto, el Abierto de México todavía se llevó a cabo en la arena en febrero de 2024.

## Eventos notables

### Tenis y otros deportes
Desde 2022, la arena alberga el Abierto de México del ATP Tour. El torneo se llevó a cabo anteriormente en el Princess Mundo Imperial.  El 28 de diciembre de 2022, la arena acogió la Noche de Campeones, un evento de lucha libre profesional de pago por evento AAA.
En marzo de 2024, la arena fue sede del torneo Premier Pádel GNP México como parte del FIP Tour 2024, mientras que en abril, el estadio acogió el Abierto de Tenis GNP Seguros del ATP Challenger Tour.

### Conciertos
En noviembre de 2022, el estadio acogió el festival de música OlaFest. Los artistas incluyeron a La Arrolladora, Alejandra Guzmán, Piso 21 y Nicky Jam. En mayo de 2023, el grupo de pop latino OV7 actuó en el estadio. Estaba previsto que el cantante Luis Miguel actuara en el estadio en diciembre de 2023 como parte de su gira 2023-24; sin embargo, debido a los efectos del huracán Otis, los espectáculos se reprogramaron para noviembre de 2024.

### Otros eventos
En mayo de 2022, el estadio fue sede del Tianguis Turístico.